# Рафалски, Брайан
Брайан Рафалски (англ. Brian Rafalski; 28 сентября 1973, Дирборн, Мичиган, США) — американский хоккеист, защитник.
7 мая 1999 года как свободный агент подписал контракт с «Нью-Джерси Девилз». В 2007 году перешёл в Детройт Ред Уингз.
Известен в лиге как надёжный защитник. Играл в пяти финалах Кубка Стэнли — в 2000, 2001, 2003, 2008 и 2009 году. В 1999 году был назван лучшим игроком в мире, не играющим в НХЛ (Sporting News).
После сезона 2010/11 завершил карьеру игрока.

## Награды
- Обладатель Кубка Стэнли, 2000, 2003 («Нью-Джерси Девилз»), 2008 («Детройт Ред Уингз»)
- Серебряный призёр Олимпиады, 2002, 2010 (сборная США)
- Лучший защитник Олимпийского хоккейного турнира 2010 (сборная США)
- Участник матча «Всех звёзд» НХЛ (3 раза)

## Статистика
```
                                            
                                            --- Regular Season ---  ---- Playoffs ----
Season   Team                        Lge    GP    G    A  Pts  PIM  GP   G   A Pts PIM
--------------------------------------------------------------------------------------
1990-91  Madison Capitols            USHL   47   12   11   23   28  --  --  --  --  --
1991-92  U. of Wisconsin             NCAA   38    3   16   19   40  --  --  --  --  --
1992-93  U. of Wisconsin             NCAA   32    0   13   13   10  --  --  --  --  --
1993-94  U. of Wisconsin             NCAA   37    6   17   23   26  --  --  --  --  --
1994-95  U. of Wisconsin             NCAA   43   11   34   45   48  --  --  --  --  --
1995-96  Brynas IF Gavle             SEL    22    1    8    9   14  --  --  --  --  --
1996-97  HPK Hameenlinna             FNL    49   11   24   35   26  10   6   5  11   4
1997-98  HIFK Helsinki               FNL    40   13   10   23   20   9   5   6  11   0
1998-99  HIFK Helsinki               FNL    53   19   34   53   18  11   5   9  14   4
1999-00  New Jersey Devils           NHL    75    5   27   32   28  23   2   6   8   8
2000-01  New Jersey Devils           NHL    78    9   43   52   26  25   7  11  18   7
2001-02  New Jersey Devils           NHL    76    7   40   47   18   6   3   2   5   4
2002-03  New Jersey Devils           NHL    79    3   37   40   14  23   2   9  11   8
2003-04  New Jersey Devils           NHL    69    6   30   36   24   5   0   1   1   0
2005-06  New Jersey Devils           NHL    82    6   43   49   36   9   1   8   9   2
2006-07  New Jersey Devils           NHL    82    8   47   55   34  11   2   6   8   8
2007-08  Detroit Red Wings           NHL    73   13   42   55   34  22   4  10  14  12
2008-09  Detroit Red Wings           NHL    78   10   49   59   20  18   3   9  12  11
2009-10  Detroit Red Wings           NHL    78    8   34   42   26  12   3   8  11   2
2010-11  Detroit Red Wings           NHL    63    4   44   48   22  11   2   1   3   4
--------------------------------------------------------------------------------------
         NHL Totals                        833   79  436  515  282 165  29  71 100  66

```